# Karlstein (Rosengarten)
Der Karlstein ist ein eiszeitlicher Findling aus Granit, der sich in der Gemarkung Schwiederstorf der Gemeinde Neu Wulmstorf im Staatsforst Rosengarten (vgl. Nachbargemeinde Rosengarten) nördlich der Rosengartenstraße im Landkreis Harburg in Niedersachsen befindet. Er liegt in den Harburger Bergen etwa 1,75 km westlich vom Forstamt Rosengarten auf einer schmalen bewaldeten Anhöhe über einer steilen Geländerippe. Die Benennung erfolgte aufgrund einer Sage, die den Stein mit dem Frankenkönig Karl dem Großen in Verbindung bringt.

## Beschreibung

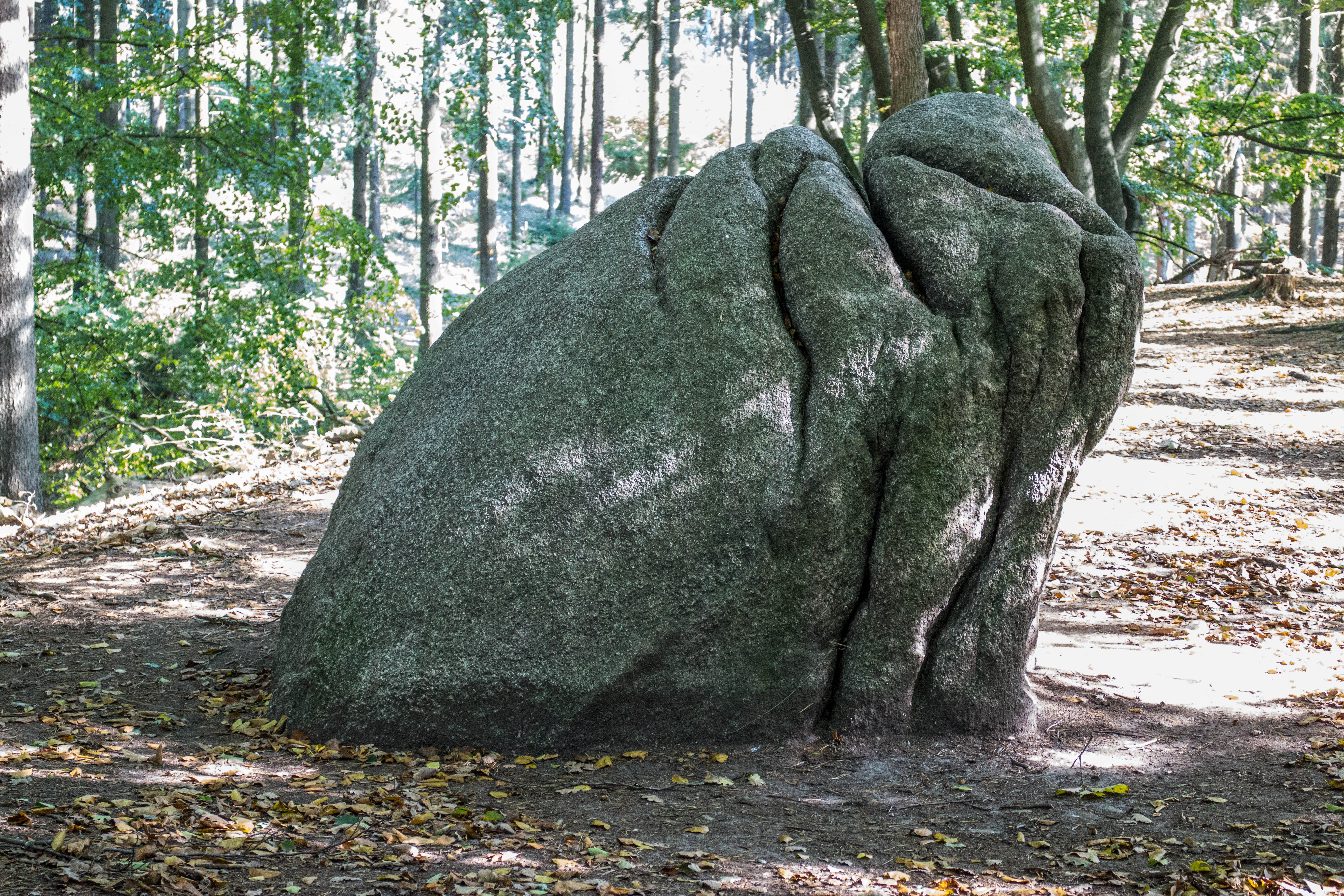
Westseite des Karlstein

Der Stein mit den Maßen 1,9 × 2,5 × 2,2 m ist ein mittelgrober rötlich-grauer Findling. Er weckte wegen seiner Größe, seiner tiefen Rinnen und seiner eingemeißelten Hufeisen früh das Interesse. Steine mit Hufeisenzeichen gibt es an verschiedenen Orten, der nächste Stein dieser Art stand in Regesbostel im Landkreis Harburg. Weitere Steine sind der Bickelstein bei Wittingen (ebenfalls in Niedersachsen) und die Roßtrappe im Ostharz.
Wenige Meter entfernt neben dem Karlstein liegt ein Stein aus demselben Material, bei dem es sich um ein Absprengsel handelt.
Zum Karlstein gibt es verschiedene Theorien. Demnach habe er, wie andere Hufeisensteine eine Bedeutung als Grenzstein, Richtplatz oder Kultstätte. Im Jahre 1951 wurde das Gelände um den Karlstein wissenschaftlich untersucht. Dabei zeigte sich, dass der Stein sich in seiner ursprünglichen geologischen Lage befindet. Er stammt aus Südschweden und war von den Gletschermassen der Eiszeit transportiert worden und blieb nach deren Abschmelzen vor circa 10.000 Jahren an seinem heutigen Platz liegen. Die tiefen Rillen auf seiner Rückseite sind natürliche, ausgewitterte Absonderungsfugen im Gestein. Die Hufeisen und die anderen Einmeißelungen sind menschlicher Tätigkeit zuzuschreiben.
Der Stein hatte bereits für die Menschen in der Jungsteinzeit eine Bedeutung. An ihm wurden ein Flachbeil und zwei Feuersteingeräte gefunden. Anhand der Fundsituation ist anzunehmen, dass sie dort absichtlich  niedergelegt wurden. Der Zeitpunkt der Einmeißelungen und ihre Bedeutung ist nicht bekannt.

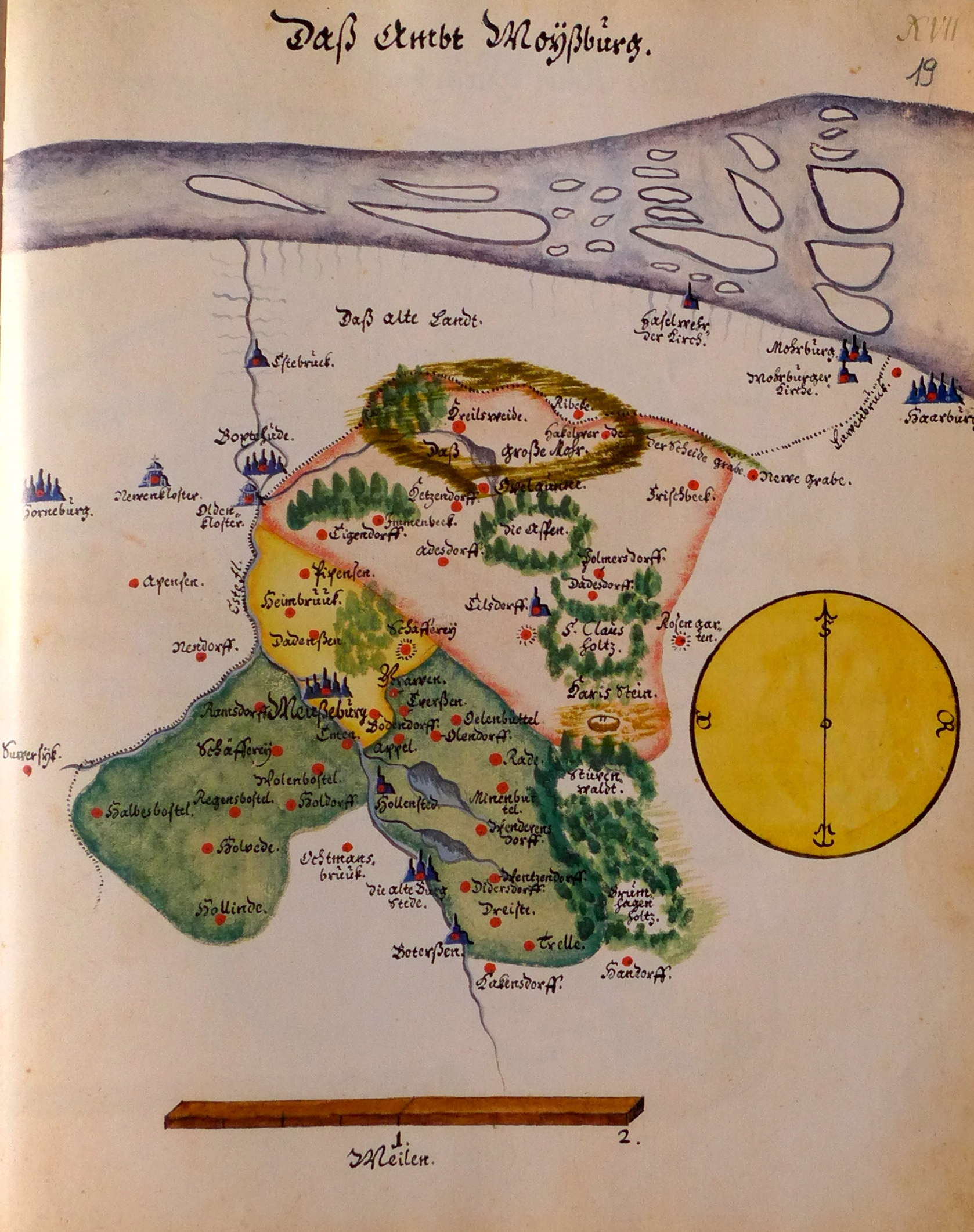
Der Karlstein im „Ambt Meußeburg“ (1600)

Der Karlstein im Schwiederstorfer Wappen

Der Karlstein ist Teil des Wappens Schwiederstorfs und Naturdenkmal „ND WL 00011“ im Landkreis Harburg.

## Sage
Eine Sage mit mehreren Varianten bringt den Stein mit dem Frankenkönig Karl dem Großen in Verbindung: Der hatte sich während der Sachsenkriege am Stein zur Ruhe gelegt, vorher aber bei Todesstrafe verboten, ihn zu wecken. Während er schlief, näherten sich feindliche Sachsen. Da keiner aus Karls Gefolge in Gefahr kommen wollte, warf man seinen Hund auf den Schlafenden. Der erwachte, gewahrte die drohende Gefahr und rief: „So sicher ich diesen Stein mit meinem Schwerte spalten werde, so gewiss werden wir die Sachsen besiegen.“ Dann sprang er auf sein Ross, das über den Stein hinwegsetzte, und spaltete den Stein mit einem Hieb. Er besiegte die Sachsen.
Nach dem Sieg soll er sein Lager bei Langenrehm aufgeschlagen haben. Heute sollen die Hufeisen des Pferdes und die Tatzen des Hundes im Stein an die Begebenheit erinnern.